# Rhyacophila insularis
Rhyacophila insularis là một loài Trichoptera trong họ Rhyacophilidae. Địa bàn sinh sốn gcủa chúng chủ yếu ở vùng Tân Bắc (miền Tân bắc, tức vùng Bắc Mỹ).